# Gamajun International Award
Il Gamajun International Award è un premio assegnato dal 1990 nell'ambito del Laboratorio internazionale della comunicazione che si tiene ogni anno a Gemona del Friuli (Udine) a personaggi che si sono distinti nel campo artistico, della comunicazione e culturale.

## Premiati
- 1990 - Alida Valli
- 1991 - István Szõts
- 1992 - card. Agostino Casaroli
- 1993 - Romano Prodi
- 1994 - Lina Sastri
- 1995 - Souleymane Cissé
- 1996 - Renzo Arbore
- 1997 - Mario Luzi
- 1998 - Fabrizio De André
- 1999 - Tahar Ben Jelloun
- 2000 - Mario Monicelli
- 2001 - Derrick De Kerckhove
- 2002 - Antonino Caponnetto
- 2003 - Francesco Tullio Altan
- 2004 - Khalida Toumi Messaoudi
- 2005 - Noa
- 2006 - Arturo Paoli
- 2007 - Sergio Zavoli
- 2008 - Carlo Rubbia
- 2009 - non assegnato
- 2010 - Oscar Pistorius
- 2011 - Comunità di Sant'Egidio
- 2012 - Ottavio Missoni
- 2013 - Carlo Petrini